# Емілі Торнберрі
Емілі Енн Торнберрі (англ. Emily Anne Thornberry; нар. 27 липня 1960, Суррей, Англія) — британський політик-лейборист, член парламенту з 2005 р.

## Життєпис
Її батько був помічником Генерального секретаря ООН і працював консультантом НАТО. Вона вивчала право в Університеті Кента, вела юридичну практику з 1985 по 2005 рр. (спеціалізується у галузі прав людини).
З 2011 по 2014 рр. — генеральний прокурор в тіньовому уряді Еда Мілібенда
З 2015 по 2016 рр. — державний міністр з питань зайнятості в тіньовому уряді Джеремі Корбіна
З січня по червень 2016 р. — тіньовий міністр оборони.
З червня 2016 р. — тіньовий міністр закордонних справ.